# Bársony Dóra

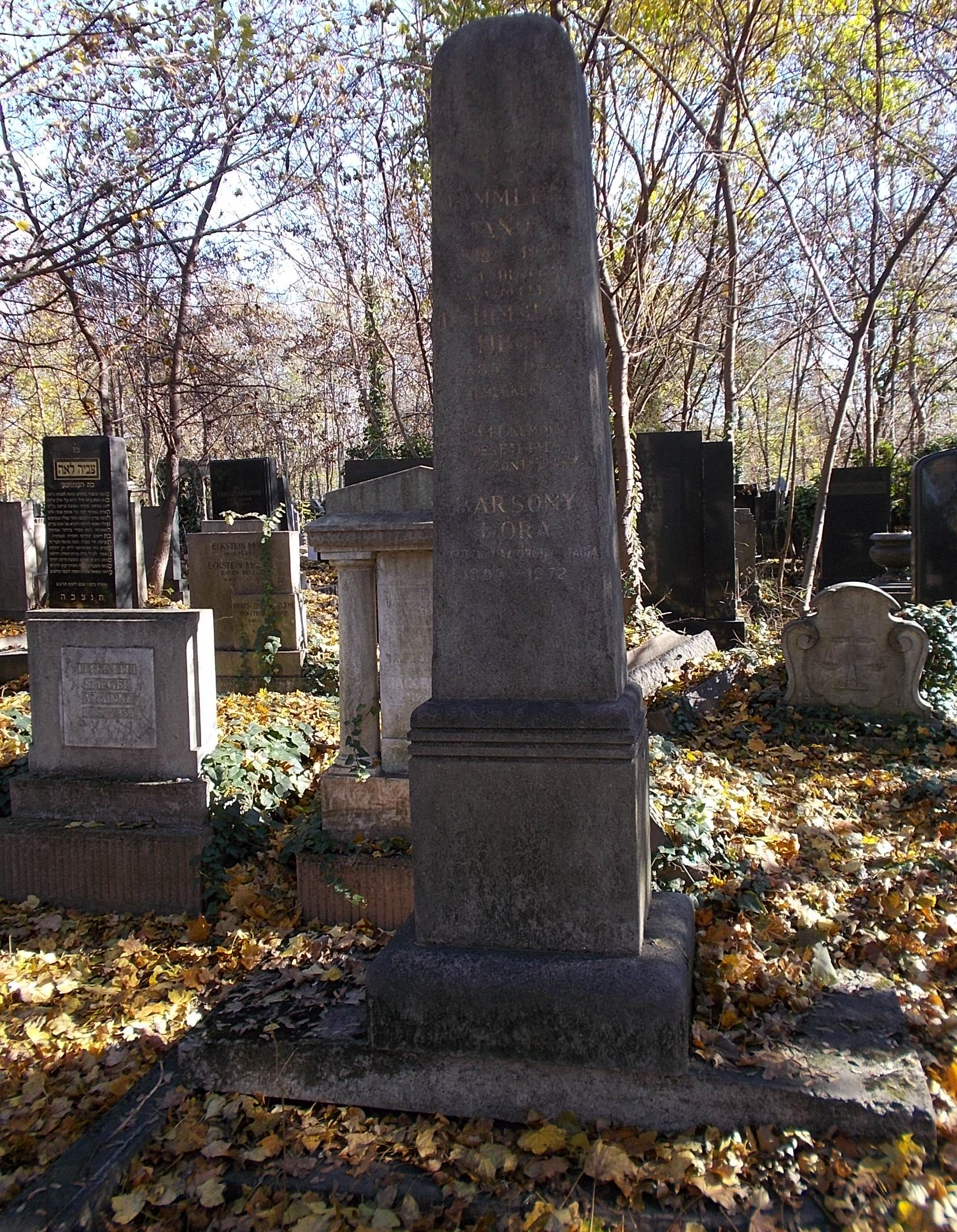
Bársony Dóra sírja a Kozma utcai izraelita temetőben

Bársony Dóra, Bársony Dorottya (1912-ig Bader Dóra Osva, férjezett neve Himmler Tiborné) (Budapest, 1888. szeptember 29. – Budapest, 1972. szeptember 5.) magyar opera-énekesnő (mezzoszoprán, alt). Legnagyobb sikereit a komikus alt szerepkörben aratta. Öccse Bársony Lajos operaénekes volt.
Bársony Erzsi színésznő, műfordító édesanyja, Vázsonyi Vilmos politikus, miniszter unokahúga.

## Élete
Báder Jakab (1857–1927) magánzó és Weiszfeld Szidónia (1859–1919)  gyermekeként született. Édesapja vegyeskereskedő, majd hivatalnok volt, édesanyja Vázsonyi Vilmos nővére. Szülei ellenzésére lépett előadói pályára. A Zeneakadémia 1910-es elvégzését követően próbaénekléssel került az Operaházba. 1911 januárjától ösztöndíjas volt, május 28-án debütált a Pillangókisasszony Szuzukijaként. 1912. július 1-jén kapta meg a rendes tag címet.
Első nagy feltűnést keltő szerepe Bizet Carmenje volt 1916 elején. Évente száznál több előadásban lépett fel, az „örökös tag” címet is megkapta, de 1939-ben a második zsidótörvény miatt őt is eltávolították, utoljára május 18-án lépett fel. Ezután csak az OMIKE Művészakció keretében szerepelhetett. 1945-ben térhetett vissza az Operába, egyetlen előadáson énekelt még visszavonulásáig, 1947. március 30-án.
Sírja a Kozma utcai izraelita temetőben található [1/A–2–25].
Pályája elején főként drámai mezzoszopránként lépett színpadra, idősödvén áttért a komikus alt szerepkörre. Több operettben is fellépett, és hangverseny-énekesnőként is működött.
Testvére, Bársony Lajos dr. (Budapest, 1892. január 11. – ?) előbb középiskolai tanár, majd szintén operaénekes (bariton) volt.

## Szerepei
- Eugen d’Albert: Hegyek alján – Rosalia
- Georges Bizet: Carmen — címszerep
- Buttykay Ákos: Hamupipőke — Petronella; Ludmilla
- Pjotr Iljics Csajkovszkij: Jevgenyij Anyegin — Filipjevna
- Isidore de Lara: A fehér vitorlás – Stuona kisasszony
- Léo Delibes: Lakmé — Mistress Bentson
- Gaetano Donizetti: A csengő – Rosa
- Erkel Ferenc: Bánk bán — Gertrud
- Esterházy Ferenc: A szerelmes levél – Háziasszony
- Christoph Willibald Gluck: A rászedett kádi — Omega
- Charles Gounod: Faust – Marthe Schwertlein
- Paul Hindemith: Oda-vissza – Emma néni
- Hubay Jenő: Karenina Anna – Matróna
- Engelbert Humperdinck: Jancsi és Juliska – A boszorkány; Gertrud; Altató manó
- Kacsóh Pongrác: János vitéz – Iluska mostohája
- Wilhelm Kienzl: A bibliás ember – Magdolna
- Kósa György: Az két lovagok – A duenna
- Lehár Ferenc: A hercegkisasszony – Gwendoline
- Ruggero Leoncavallo: Zazà – Anaide
- Xavier Leroux: A csavargó – Catherine
- Pietro Mascagni: Parasztbecsület – Lucia
- Giacomo Meyerbeer: Észak csillaga – Jekimovna
- Carl Millöcker: A koldusdiák – Nowalska Palmatica grófnő
- Claudio Monteverdi–Ottorino Respighi: Orfeusz – Negyedik pásztor
- Wolfgang Amadeus Mozart: Figaro lakodalma – Marcellina
- Mozart: A varázsfuvola – Harmadik hölgy; Harmadik gyermek
- Modeszt Petrovics Muszorgszkij: Borisz Godunov – Kszenyija dajkája
- Otto Nicolai: A windsori víg nő – Reichné
- Jacques Offenbach: Hoffmann meséi — Miklós; Antonia anyjának hangja
- Poldini Ede: Farsangi lakodalom — Bükkyné
- Giacomo Puccini: Pillangókisasszony — Szuzuki
- Puccini: A Nyugat lánya – Wowkle
- Puccini: A köpeny – „Szarka néni”
- Puccini: Angelica nővér – Apátnő
- Puccini: Gianni Schicchi – Zita anyó
- Rékai Nándor: György barát – Beatrice
- Rékai Nándor: A nagyidai cigányok – Rasdi
- Gioachino Rossini: A sevillai borbély — Berta
- Camille Saint-Saëns: Sámson és Delila — Delila
- Franz Schubert: Cselre cselt – Marie
- Bedřich Smetana: Az eladott menyasszony – Ludmilla
- Ifj. Johann Strauss: A denevér – Orlovsky gróf
- Ifj. Johann Strauss: A cigánybáró — Czipra
- Richard Strauss: Salome – Apród
- Richard Strauss: Az egyiptomi Heléna – Negyedik tündér
- Arthur Sullivan: A mikádó — Katisha
- Franz von Suppé: Boccaccio — Giovanni Boccaccio; Isabella
- Szabados Béla: Fanni – Mademoiselle Bruneau
- Szántó Tivadar: Tájfun – Teréz
- Giuseppe Verdi: Rigoletto – Maddalena; Giovanna
- Verdi: Aida – Amneris; Főpapnő
- Verdi: Otello – Emilia
- Verdi: Falstaff – Mrs. Quickly
- Richard Wagner: A bolygó hollandi – Mary
- Wagner: A nürnbergi mesterdalnokok — Magdalena
- Wagner: A Nibelung gyűrűje — Erda; Schwertleite; Roßweise; Első norna
- Wagner: Parsifal – Első apród; III. viráglány
- Carl Maria von Weber: Oberon – Puck
- Ermanno Wolf-Ferrari: A négy házsártos – Margarita
- Ermanno Wolf-Ferrari: Sly – Kocsmárosné
- Zádor Jenő: Azra – Nadija
- Riccardo Zandonai: Francesca da Rimini – A rabszolgalány